# Theodor Schober
Theodor Schober (13 giugno 1928 – 1º settembre 2023) è stato un cestista e allenatore di pallacanestro tedesco.

## Carriera
Con la Germania Ovest ha partecipato a tre edizioni dei campionati europei (1951, 1953, 1955).
Da allenatore ha guidato la Germania Ovest ai Campionati europei del 1971 e ai Giochi olimpici del 1972.
Nel 2018 ha festeggiato il suo novantesimo compleanno.